# Good Night, and Good Luck
Good Night, and Good Luck (englisch für ‚Gute Nacht und viel Glück‘) ist ein US-amerikanischer Kinofilm über die McCarthy-Ära. Im Mittelpunkt steht die Auseinandersetzung zwischen dem Fernsehjournalisten Edward R. Murrow und dem Senator Joseph McCarthy. George Clooney führte bei diesem Schwarzweiß-Film nicht nur Regie, er verfasste auch das Drehbuch mit und agierte als Darsteller vor der Kamera.
Der Film startete am 7. Oktober 2005 in den US-Kinos und konnte bei einem Produktionsbudget von 7 Mio. US-Dollar weltweit 54 Mio. US-Dollar einspielen. In der Schweiz lief er am 12. Januar 2006 an, in Österreich am 17. Februar 2006 in englischer Originalfassung (in manchen Kinos mit deutschen Untertiteln) und am 6. April 2006 in Deutschland (dort deutsche Synchronfassung), wo er insgesamt von 194.629 Kinobesuchern gesehen wurde. Seit dem 10. Oktober 2006 ist der Film auf DVD erhältlich. Im Frühjahr 2025 wurde eine Bühnenadaption am New Yorker Winter Garden Theatre unter der Regie von David Cromer mit George Clooney in der Hauptrolle aufgeführt.

## Handlung
Eingerahmt von einer Preisverleihung für den Journalisten Edward R. Murrow im Jahre 1958 blickt der Film auf die Jahre 1953 und 1954 zurück, in denen Murrow zusammen mit seinem Produzenten Fred Friendly und einem kleinen Team von Reportern im politischen Fernsehmagazin See It Now den Kampf gegen die Machenschaften des Senators Joseph McCarthy und den von ihm geleiteten Senatsausschuss aufnahm. Dieser Ausschuss wurde eingesetzt, um kommunistische Verschwörungen innerhalb staatlicher Organe aufzudecken, verstieß dabei aber immer wieder gegen die Bürgerrechte.
Ausgehend von dem Fall eines Air-Force-Soldaten, der aus dem Militärdienst entlassen wurde, weil er sich geweigert hatte, seine Schwester und seinen Vater zu denunzieren, wagt Murrow einen direkten Angriff auf McCarthy. Dabei stoßen Murrow und sein Team auf Widerstand bei den Sponsoren und der Leitung des Senders CBS.
Trotzdem wird die Sendung über McCarthy zu einem großen Triumph. Murrow schnitt hauptsächlich Originaltöne von McCarthy aneinander, die zeigten, dass er – nach Ansicht von Murrow – eine größere Gefahr für die Demokratie darstellte als die von ihm gesuchten Kommunisten. Als McCarthy es nicht schaffte, in einer weiteren Sendung die Argumente gegen sein Vorgehen glaubwürdig zu entkräften, begann sein politischer Niedergang.
Murrows Erfolg wird aber durch den Selbstmord des befreundeten Nachrichtensprechers Don Hollenbeck sowie den Erfolg von trivialen Unterhaltungsprogrammen – in erster Linie Spielshows – getrübt, und am Ende läuft See It Now anstatt wöchentlich im Abendprogramm nur noch unregelmäßig am Sonntagnachmittag.
Schließlich kehrt der Film zu Murrows Rede bei der Preisverleihung zurück, die er mit der Warnung beendet, dass es die Aufgabe des Fernsehens sein müsse, die Zuschauer auch zu belehren und vielleicht sogar zu inspirieren. Dies sei auch von der Bereitschaft der Zuschauer abhängig, die Aufgabe des Fernsehens als solche anzunehmen. Andernfalls bliebe das Fernsehen nicht mehr als nur ein Kasten mit Drähten und Leuchten.

## Historischer Hintergrund
Der Film basiert auf historischen Ereignissen: So kritisierte Edward R. Murrows in seiner Sendung „See It now“ tatsächlich McCarthys Antikommunismus-Feldzug und trug so zum Ende dessen politischer Karriere bei. Verbürgt sind auch die Angriffe des US-amerikanischen Journalisten Jack O’Brian, eines Unterstützers von Joseph McCarthy, auf Murrows Kollegen Don Hollenbeck, der möglicherweise unter anderem aus diesem Grund Selbstmord beging.
Bei Testvorführungen wurden von einigen Zuschauern die Originalaufnahmen von Senator McCarthy nicht als authentisches Material erkannt. In den anschließenden Befragungen kritisierten sie den vermeintlichen Schauspieler wegen seiner theatralischen und übertriebenen Darstellung. Regisseur und Coautor Clooney äußerte sich gegenüber der Zeitschrift The Advocate wie folgt:

“I read that when test audiences saw footage of McCarthy, they thought he was some bad ham actor. [Laughs] That happened a lot. […] Most of the audience had heard of McCarthyism, but about 30 % didn’t know who Joe McCarthy was. A lot of people asked us who that actor was, and said, you know, he was a little too much.”

„Ich habe gelesen, dass das Testpublikum über die Archivaufnahmen von McCarthy dachte, er sei irgend ein lausiger Schauspieler. [lacht] Das passierte häufig. […] Die meisten Zuschauer hatten vom McCarthyismus gehört, aber etwa 30 % wussten nicht, wer Joe McCarthy war. Viele Leute fragten uns, wer dieser Darsteller sei, und sie sagten, er hätte etwas zu dick aufgetragen.“

Im Film ist Edward R. Murrow fast immer mit Zigarette zu sehen. Er starb am 27. April 1965 im Alter von 57 Jahren an Lungenkrebs.

## Kritiken
Good Night, and Good Luck erhielt ein sehr gutes Presseecho, was sich auch in den Auswertungen US-amerikanischer Aggregatoren widerspiegelt. So erfasst Rotten Tomatoes größtenteils positive Besprechungen und ordnet den Film dementsprechend als „Zertifiziert Frisch“ ein. Laut Metacritic fallen die Bewertungen im Mittel „Grundsätzlich Wohlwollend“ aus. Es folgen einige repräsentative Pressestimmen:

„Good Night, And Good Luck ist hervorragend gespieltes, exzellent ausgestattetes und großartig fotografiertes Politkino, bei dem einzig die durch den gewählten Umgang mit dem Ausgangsmaterial immanenten Mängel kleinere Kritikpunkte sind, die wiederum etwas durch geschickt eingeflochtene Details neutralisiert werden.“

“This is a picture about a turning point in the media that also helped force a turning point in history, and a movie that asserts, by example, that contemporary news media have let us down. […] What’s exceptional about Good Night, and Good Luck […] is that it doesn’t sacrifice craftsmanship and elegance at the altar of its strong convictions.”

„Dieser Film handelt von einem Wendepunkt in den Medien, der auch einen Wendepunkt in der Geschichte heraufbeschwor, und er versichert anhand eines Beispiels, dass zeitgenössische Medien uns im Stich gelassen haben. Was an Good Night, and Good Luck so außergewöhnlich ist, ist, dass er handwerkliches Können und Eleganz nicht auf dem Altar seiner festen Überzeugung opfert.“

„Die engagierte Regiearbeit George Clooneys bietet dem Zuschauer viele Informationen und Einblicke in ein dunkles Kapitel amerikanischer Geschichte, das auch universell zu sehen ist. Das Klima der Angst und Einschüchterung, das hier vermittelt wird, und die Kraft geradliniger und willensstarker Journalisten, die dagegen wirkt, sollte als Appell an einen verantwortungsvollen Journalismus gesehen werden. […] Die Warnung, die Manipulation durch Politiker und Medien nicht zu unterschätzen, wird überaus deutlich – und regt auch an zur Auseinandersetzung mit heutigen Problemen und der Oberflächlichkeit des Massenmediums Fernsehen.“

„Ganz unabhängig davon, wie konsequent oder eitel man es finden mag, dass George Clooney sich dabei gleich selbst als Lancelot an Murrows Tafelrunde inszeniert, oder ob man die Parallele zwischen McCarthy und Bush nachvollzieht: Angehoben auf dieses politische Level ist es bemerkenswert, dass die hier formulierte Kritik nie in Frage stellt, ob Kommunisten denn überhaupt verfolgt werden sollten. Murrows bestätigte Position zielt einzig auf die unrechten Methoden, die Vorverurteilungen, beschnittenen Grundrechte jener, die nicht nach einem ordentlichen Verfahren ihrer Schuld überführt worden sind. Die von Clooney selbst ins Blickfeld gezwungene politische Haltung seines Films erscheint so vielleicht weniger links oder besonders liberal, als vielmehr wie eine Kino-Übersetzung der Welch-Anklage: Haben Sie keinen Sinn für Anstand?“

„Der engagierte Film legt nahe, dass der Kommunistenjäger durch das Engagement des Fernsehmannes, der bei seinem Sender in die Schusslinie geriet, zu Fall kam. Hervorragend gespielt, stimmungsvoll fotografiert und inszeniert, bricht er eine Lanze für einen verantwortungsvollen Fernsehjournalismus, wobei auch die Funktion der Medien als Instrumente der Manipulation thematisiert wird.“

## Auszeichnungen
Oscarverleihung 2006
- Nominierungen in den Kategorien Bester Film, Beste Regie, Bester Hauptdarsteller (David Strathairn), Bestes Szenenbild, Beste Kamera und Bestes Originaldrehbuch

Golden Globe Awards 2006
- Nominierungen in den Kategorien Bester Film – Drama, Beste Regie, Bester Hauptdarsteller – Drama (David Strathairn) und Bestes Filmdrehbuch

British Academy Film Awards 2006
- Nominierungen in den Kategorien Bester Film, Beste Regie, Bester Hauptdarsteller (David Strathairn), Bester Nebendarsteller (George Clooney), Bestes Original-Drehbuch, Bester Schnitt

Europäischer Filmpreis 2005
- Prix Screen International – Bester nichteuropäischer Film

Internationale Filmfestspiele von Venedig 2005
- FIPRESCI-Preis: George Clooney
- Goldene Osella: Bestes Drehbuch
- Human Rights Film Network Award – Special Mention: George Clooney
- Pasinetti-Preis: Bester Film
- Coppa Volpi: Bester Darsteller: David Strathairn

Grammy
- Bestes Jazz-Gesangs-Album für Dianne Reeves

Jury der Evangelischen Filmarbeit
- Film des Monats, April 2006